# Бобу (Олт)
Бобу (рум. Bobu) насеље је у Румунији у округу Олт у општини Осика де Жос. Oпштина се налази на надморској висини од 93 m.

## Становништво
Према подацима из 2002. године у насељу је живело 276 становника, од којих су сви румунске националности.